# 北見神威岬

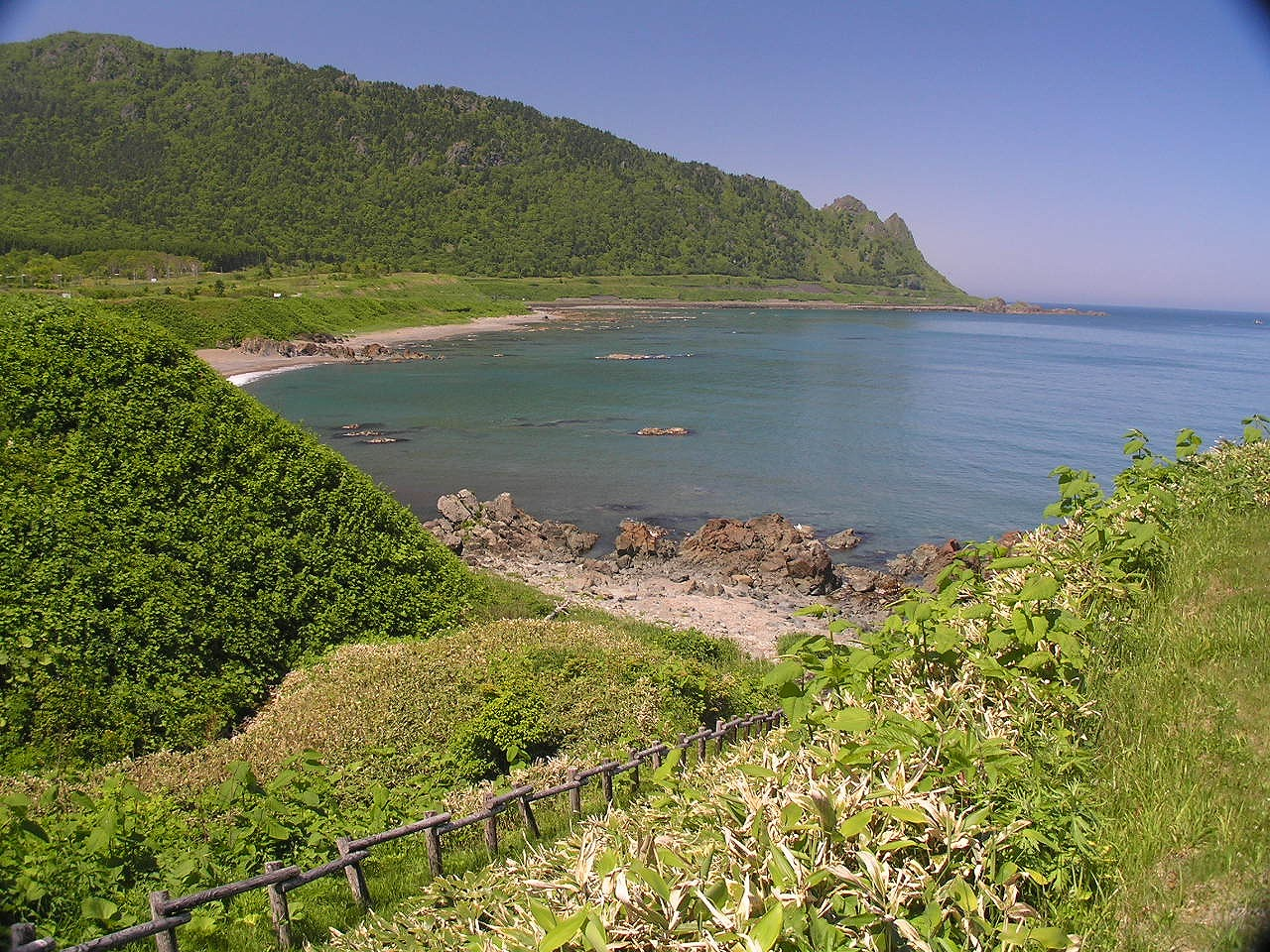
神威岬公園より望む北見神威岬

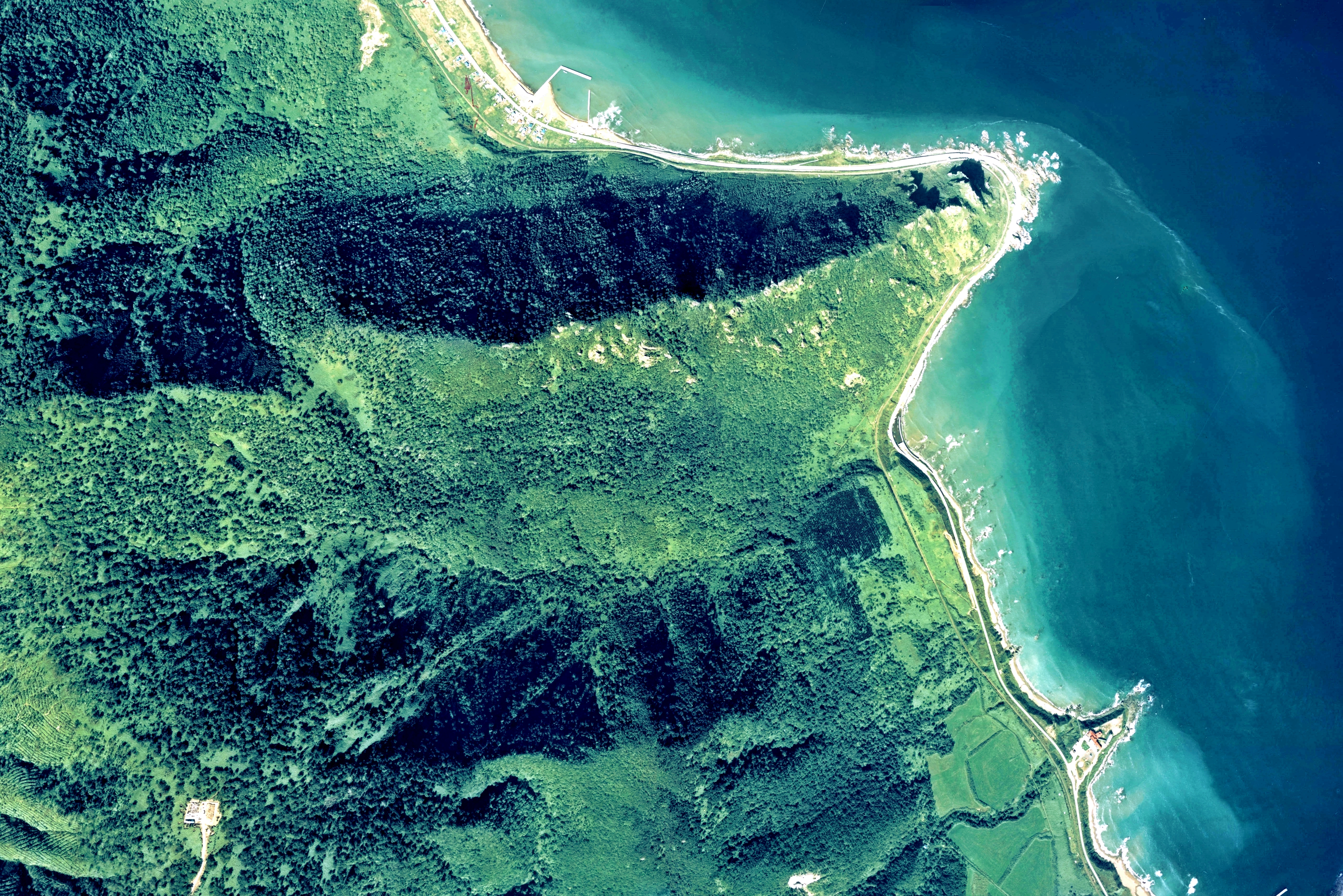
北見神威岬の空中写真。1977年撮影の3枚を合成作成。
。

北見神威岬（きたみかむいみさき）は、北海道枝幸郡浜頓別町と枝幸町にまたがり、オホーツク海に突き出す岬である。北オホーツク道立自然公園内、北海道の浜頓別町と枝幸町との境界線上に位置する。

## 概要
斜内山の断崖の中腹に縞模様の灯台があり、岬より少し南下した枝幸町側には北見神威岬公園があって岬の全容が見渡せる。冬期には流氷が接岸する。周辺は高山植物が豊富であり、数十種が群生している。
国道238号は岬に沿って敷設されていたが、1999年（平成11年）に岬を貫く北オホーツクトンネルが開通したため、岬を周る旧道区間は町道となった。枝幸側は町道神威岬線、浜頓別側は町道斜内山道線。岬先端から約600メートル枝幸寄りの石積み擁壁が大規模に崩壊したため、2017年6月5日から通行止めとなっていたが、2020年5月1日に通行可能となった。
1985年（昭和60年）までは、岬を通る山道斜内山道（しゃないさんどう）を国鉄興浜北線が通っていたが、これは特定地方交通線に指定され、廃止された。現在も、岬に海岸沿いを走る車道から一段高い位置に段が残っており、かつての鉄路の跡を確認できる。

## 名称の由来
岬のアイヌ語名「カムイエトゥ（kamuy-etu）」（カムイ〔神〕の・岬）に由来する。積丹半島の神威岬と区別するため、旧国名である北見を冠して呼ばれる。

## 文化財
「ピㇼカノカ」（アイヌ語で「美しい形」の意）の一つとして、2010年（平成22年）に国の名勝に指定された。

## 北見神威岬灯台
北見神威岬灯台（きたみかむいみさきとうだい）は、北見神威岬の崖の斜面の中腹に建つ灯台。1962年（昭和37年）12月8日初点灯。
網走の能取岬灯台から稚内の宗谷岬灯台までの沿岸において、初めて建てられた灯台である。灯台のすぐ下には、1985年（昭和60年）まで興浜北線が通っていた。

## 交通アクセス
- バス：宗谷バス「浜頓別線」カムイ岬停留所下車徒歩20分
- 自動車：音威子府駅から約1時間。

## 周辺観光
- 北見神威岬公園
- ウスタイベ千畳岩
- ウスタイベ千畳岩キャンプ場
- 三笠山展望閣

## ギャラリー
- 北見神威岬公園 石碑
- 北見神威岬公園前の海岸
- 北見神威岬公園のパーゴラ。ここから岬が一望できる。